# Білошицький Дмитро Васильович
Дмитро́ Васи́льович Білоши́цький — сержант Збройних сил України, 95-та окрема аеромобільна бригада, учасник російсько-української війни.

## Нагороди
За особисту мужність і героїзм, виявлені у захисті державного суверенітету та територіальної цілісності України, вірність військовій присязі під час російсько-української війни нагороджений
- орденом «За мужність» III ступеня (4.12.2014)